# Науменко Олег
- Науменко Олег Геннадійович (1989—2015) — сержант МВС України, учасник російсько-української війни.
- Науменко Олег Павлович (1934—2004) — український радянський партійний діяч.
- Науменко Олег Сергійович (1986) — майстер спорту України міжнародного класу, фехтувальник на візках, багаторазовий чемпіон України, бронзовий призер XV Паралімпійських ігор у Ріо-де-Жанейро.